# Diidrossiacetone
Il diidrossiacetone (noto anche con la sigla DHA) è un composto organico e in particolare il più semplice diidrossichetone avente formula molecolare C3H6O3 e formula semistrutturale (CH2OH)2C=O.
È anche un monosaccaride a tre atomi di carbonio, il più semplice chetoso, che viene utilizzato principalmente come componente nei prodotti per l'abbronzatura senza raggi UV. Di solito è ricavato da piante come la canna da zucchero con l'utilizzo della fermentazione della glicerina.

## Proprietà
Il diidrossiacetone è un carboidrato, un monosaccaride trioso, privo di stereocentri e quindi achirale. È una polvere bianca igroscopica. Ha sapore dolce e un odore caratteristico.
La sua forma normale è quella del dimero emichetalico, che in acqua si dissolve e nella soluzione poi si converte lentamente nel monomero. Questa soluzione acquosa è stabile a pH compresi tra 4 e 6; tuttavia, in ambienti più basici, essa cambia colore e diventa di colore marroncino.
L'effetto di scurimento della pelle è attribuito ad una reazione di Maillard. Il DHA si condensa con i residui aminoacidici nella cheratina, la principale componente proteica della superficie cutanea. Quando viene iniettato, non si verifica alcuna pigmentazione, il che è coerente con il ruolo dell'ossigeno nello sviluppo del colore. I pigmenti risultanti, che possono essere rimossi mediante abrasione, sono chiamati melanoidine. Questi pigmenti sono simili, per colorazione, alla melanina, che si scurisce con l'esposizione ai raggi UV.

## Ruolo biologico
La sua forma fosforilata, il diidrossiacetone fosfato (HO-CH2-CO-CH2-O−PO32−, DHAP), prende parte nella glicolisi ed è un prodotto intermedio nel metabolismo del fruttosio.
Quando viene combinato con piruvato, il DHA viene venduto come additivo nutrizionale atletico che secondo degli studi riuscirebbe a "bruciare grasso e aumentare la massa muscolare". 

## Utilizzo
Negli anni cinquanta, in Germania, il DHA venne somministrato come zucchero alternativo ad alcuni bambini diabetici. Ci si accorse che quando rigurgitavano il prodotto la pelle restava macchiata, con una colorazione arancio-marrone, non rimovibile con il lavaggio.

### Utilizzo nell'abbronzatura
La reazione di zuccheri riducenti con le proteine può avvenire alle temperature relativamente basse della pelle quando gli zuccheri hanno un basso peso molecolare.
Si tratta di reazioni simili a quelle note come reazioni di Maillard.
Il DHA è stato utilizzato dagli anni '60 come componente di cosmetici che venivano utilizzati per l'abbronzatura artificiale, cioè senza l'esposizione al sole o ai raggi UV. In origine ha avuto successo limitato per il colore tendente all'arancione che dava e per la difficoltà nell'ottenere una colorazione uniforme.
Con le nuove formulazioni dei prodotti e con l'introduzione di altri zuccheri riducenti, come l'eritrulosio, sono stati migliorati colore e uniformità.
Negli anni '80 viene inserito come ingrediente di creme e cosmetici che davano un colore molto più naturale e simile all'abbronzatura reale, che prende piede in tutto il mondo. Può essere utilizzato anche in soluzioni acquose che vengono applicate in apposite cabine spray.
Il nome INCI è DIHYDROXYACETONE.
Il DHA  è considerato un ingrediente sicuro per la colorazione della pelle. Del DHA è stato valutato il rischio associato all'assorbimento transcutaneo  ed è ritenuto sicuro dall'SCCS a concentrazioni del 10% nel cosmetico e del 14% negli spray acquosi.

## Storia
Il DHA fu riconosciuto per la prima volta come agente colorante per la pelle da alcuni scienziati tedeschi negli anni '20. Durante il suo utilizzo in un processo a raggi X, si notò che, se versato accidentalmente, causava lo scurimento della superficie della pelle.
Negli anni '50, Eva Wittgenstein dell'Università di Cincinnati condusse ulteriori ricerche sul diidrossiacetone. I suoi studi riguardavano l'uso del DHA come farmaco orale per aiutare i bambini affetti da glicogenosi. I bambini ricevevano grandi dosi di DHA per via orale e a volte sputavano o versavano la sostanza sulla loro pelle. Gli operatori sanitari notarono che la pelle diventava marrone dopo alcune ore di esposizione al sole. Wittgenstein continuò a sperimentare con il DHA, applicando soluzioni liquide sulla propria pelle. Riuscì a riprodurre costantemente l'effetto di pigmentazione e notò che il DHA sembrava non penetrare oltre lo strato corneo, ovvero lo strato superficiale di pelle morta (la FDA concluse in seguito che questo non è del tutto vero). Le ricerche continuarono poi sull'effetto colorante del DHA in relazione al trattamento di pazienti affetti da vitiligine.
Negli anni '60, Coppertone introdusse sul mercato la prima lozione abbronzante senza sole per i consumatori. Questo prodotto si chiamava "Quick Tan" o "QT". Veniva venduto come un agente abbronzante da utilizzare durante la notte, e altre aziende seguirono l'esempio con prodotti simili. Tuttavia, i consumatori si stancarono presto di questo prodotto a causa dei risultati poco soddisfacenti, come avere i palmi delle mani arancioni, le striature e una scarsa colorazione della cute. A causa dell'esperienza con QT, molte persone associano ancora l'abbronzatura senza sole a un'abbronzatura dall'aspetto finto e arancione.
Negli anni '70, la Food and Drug Administration (FDA) degli Stati Uniti aggiunse permanentemente il DHA alla lista degli ingredienti cosmetici approvati.
Negli anni '80, nuove formulazioni di abbronzanti senza sole apparvero sul mercato e i miglioramenti nel processo di produzione del DHA portarono alla creazione di prodotti che producevano un colore dall'aspetto più naturale. Le preoccupazioni dei consumatori riguardo ai danni associati alle opzioni di abbronzatura con UV (come prendere il sole o l'abbronzatura indoor) aumentarono la popolarità dei prodotti abbronzanti senza sole come alternativa all'abbronzatura con UV. Così decine di marchi apparvero sugli scaffali delle farmacie.